# Latah County
Latah County är ett administrativt område i delstaten Idaho, USA, med 37 244 invånare (2010). Den administrativa huvudorten (county seat) är Moscow.

## Geografi
Enligt United States Census Bureau har countyt en total area på 2 789 km². 2 788 km² av den arean är land och 1 km² är vatten.

### Angränsande countyn
- Benewah County, Idaho - nord
- Shoshone County, Idaho - nordöst
- Clearwater County, Idaho - öst
- Nez Perce County, Idaho - syd
- Whitman County, Washington - väst

### Orter
- Bovill
- Deary
- Genesee
- Juliaetta
- Kendrick
- Moscow (huvudort)
- Onaway
- Princeton
- Potlatch
- Troy